# حزب ترقی‌خواه خلق

نشان PPP

حزب ترقی‌خواه خلق (انگلیسی: People's Progressive Party (PPP))؛ یک حزب سیاسی با گرایش چپ در گویان به رهبری دونالد راموتار است. حزب در حال حاضر (۲۰۱۵ میلادی) دارای ۳۲ از ۶۵ کرسی در مجلس شورای ملی بوده، و در موارد متعدد حزب حاکم به‌شمار می‌رود. این حزب در درجه اول و عمدتاً توسط مردم گویانی هندی‌تبار پشتیبانی می‌شود.

رئیس‌جمهور از حزب ترقی‌خواه خلق
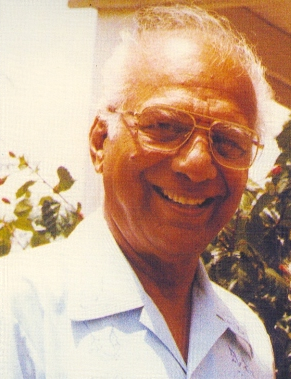
چدی جیگن
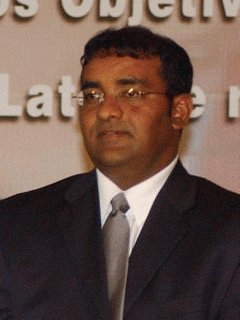
بهارات جاگدئو